# A-train (Autoridad de Transporte del Condado de Denton)
El A-train es un tren de cercanías de 34 km en el condado de Denton, Texas, Estados Unidos. Es la cuarta línea ferroviaria de cercanías más transitada de Texas y la trigésima primera de los Estados Unidos. Corre paralelo a la Interestatal 35E entre Denton y Carrollton y actúa como una extensión de la Línea Verde de la Dallas Area Rapid Transit en Trinity Mills en Carrollton. Es operado por First Transit bajo la autoridad de la Autoridad de Transporte del Condado de Denton y sirve al Condado de Denton. Se inauguró el 20 de junio de 2011. En 2022, la línea tenía un número de pasajeros de 184 600, o alrededor de 0 por día laborable a partir del primer trimestre de 2023. 

## Operación

### Tarifas
Las tarifas están completamente integradas con el resto del sistema DCTA, con viajes sencillos que cuestan $1.50. Existen dos zonas de tránsito gratuito en el sistema: entre el centro de tránsito del centro de Denton y MedPark, así como la estación Hebron hasta Trinity Mills.

### Servicios
Desde el 7 de septiembre de 2021, el A-train opera con un avance de 30 minutos durante las horas pico y entre horas pico todos los días de la semana, mientras que los sábados el servicio funciona cada 60 minutos. No hay servicio los domingos y festivos principales. Los intercambios con la Línea Verde de DART tienen un horario irregular.

### Estaciones
Todas las estaciones tienen un estacionamiento para aparcar y andar en bicicleta y son totalmente accesibles.

## Material rodante

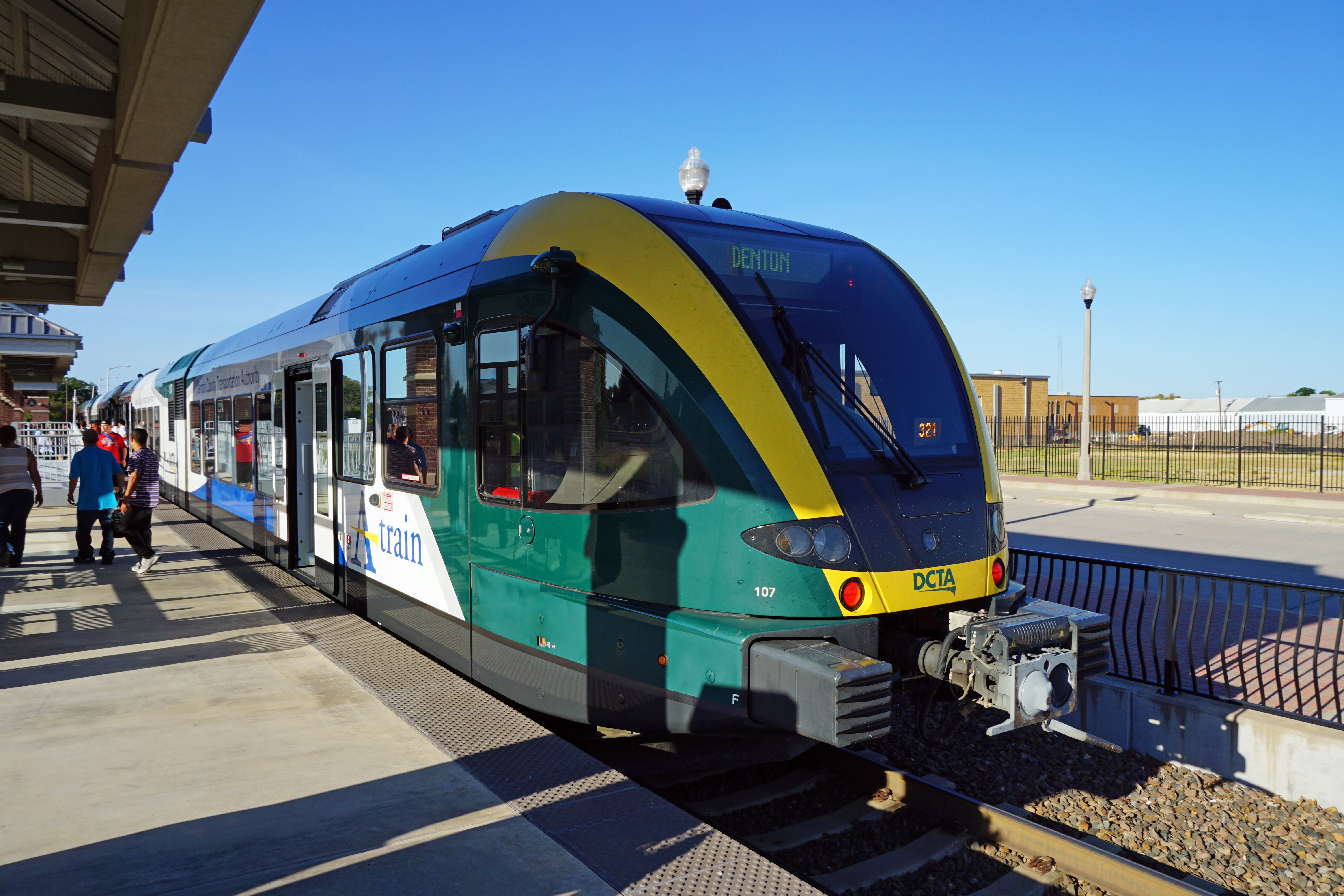
Material rodante usado en el sistema.

DCTA realizó un pedido de 11 DMU Stadler GTW 2/6 en 2010. El primero de los nuevos trenes se entregó a finales de 2011 para realizar pruebas antes de su entrada en servicio. El pedido completo se cumplió en agosto de 2012 y, en septiembre de 2012, las nuevas unidades reemplazaron las DMU de Budd alquiladas a TRE. La línea utiliza fuerza motriz híbrida diesel-eléctrica.
| Clase       | Tipo                   | Velocidad máxima  | Inventario | Números de unidad | Construido |
| ----------- | ---------------------- | ----------------- | ---------- | ----------------- | ---------- |
| Stadler GTW | Unidad diésel múltiple | 100 km/h (60 mph) | 11         | 101-111           | 2010-2012  |